# Franco Locatelli
Franco Locatelli est un pédiatre et chirurgien italien né le 3 juillet 1960 à Bergame.

## Travaux
Locatelli met au point de nouvelles techniques de greffe de cellules hématopoïétiques, apportant une contribution importante à la lutte contre la leucémie.

### Docteur honoris causa
- Université de Brescia, ( Italie, 2022)[2],[3]